# Любехня-Велика
Любехня-Велика (пол. Lubiechnia Wielka) — село в Польщі, у гміні Жепін Слубицького повіту Любуського воєводства.
Населення — 332 особи (2011).
У 1975-1998 роках село належало до Гожовського воєводства.

## Демографія
Демографічна структура станом на 31 березня 2011 року:
|          | Загалом | Допрацездатний вік | Працездатний вік | Постпрацездатний вік |
| -------- | ------- | ------------------ | ---------------- | -------------------- |
| Чоловіки | 173     | 34                 | 131              | 8                    |
| Жінки    | 159     | 37                 | 101              | 21                   |
| Разом    | 332     | 71                 | 232              | 29                   |